# 本蘇萊曼省
33°37′28″N 7°7′46″W / 33.62444°N 7.12944°W
本蘇萊曼省（阿拉伯语：‎），是摩洛哥的省份，位於該國西北部，由卡薩布蘭卡-塞塔特大區負責管轄，首府設於本蘇萊曼，面積276平方公里，2014年人口233,123，人口密度每平方公里845人。